# Sekunda

Světélko blikající jednou za sekundu

Sekunda (značka s, ale někdy též nesprávně označovaná jako sec, sek apod.) je základní jednotka času (nebo také doby trvání) v soustavě SI. V běžné mluvě bývá užíváno i slovo vteřina, které ale v oblasti vědy, techniky a práva není správné.
Historicky vznikla sekunda dělením jednoho dne slunečního času na 24 hodin, 1 hodiny na 60 minut a 1 minuty na 60 sekund (secunda, latinsky „druhá“, ve smyslu druhého dělení hodiny). Dnes je délka sekundy přesněji odvozena od procesů uvnitř atomu, kterými se řídí i atomové hodiny a jimi určovaný mezinárodní atomový čas. Protože délka slunečního dne světového času není naprosto přesně 24 × 60 × 60 = 86 400 sekund atomového času, upravuje se čas v některých letech pomocí přestupné sekundy a tím vzniká běžně používaný koordinovaný světový čas.

## Definice
Sekunda je podle soustavy SI definována fixováním číselné hodnoty cesiové frekvence ΔvCs, přechodové frekvence atomu cesia 133 v klidovém stavu při přechodu mezi dvěma hladinami velmi jemné struktury základního stavu, rovné 9 192 631 770, je-li vyjádřena v jednotce Hz, jež je rovna s−1. Tato definice předpokládá cesiový atom v klidu (jedná se tedy o jednotku pro vlastní čas) při teplotě absolutní nuly a zcela bez vnějších vlivů (toho nelze ve skutečnosti dosáhnout, v praxi se proto měří při teplotě řádu mikrokelvinů a zavádějí se korekce).
Původní mezinárodní definice (1889) byla odvozena od slunečního dne (otáčení Země), v roce 1956 nahrazena dílem tropického roku (oběhu kolem Slunce). Protože pohyby Země vykazují nepravidelnosti, byla v roce 1967 nahrazena definicí na základě vysoce přesných jevů v atomu cesia a tato definice byla upřesněna v roce 2019.

## Etymologie
Název jednotky je odvozen od toho, že se jedná po minutách o druhé dělení hodiny – latinsky pars minuta secunda. (Minuta tak byla pars minuta prima – „první malá část“; ve středověku (Aliboron, Roger Bacon) se používala ještě další šedesátinné dělení např. tercie (pars minuta tertia) či kvarta, ale dnes se už sekunda v SI dělí pouze desetinně; v některých jazycích se však slovo pro šedesátinu sekundy zachovalo (ač neužívané), např. v polštině tercja, kwarta či v arabštině ثالثة‎). Podle tohoto vzoru bylo v 19. století vytvořeno i nové české synonymum vteřina (podrobněji v příslušném článku), které se v jiných jazycích nevyskytuje.

## Historický vývoj

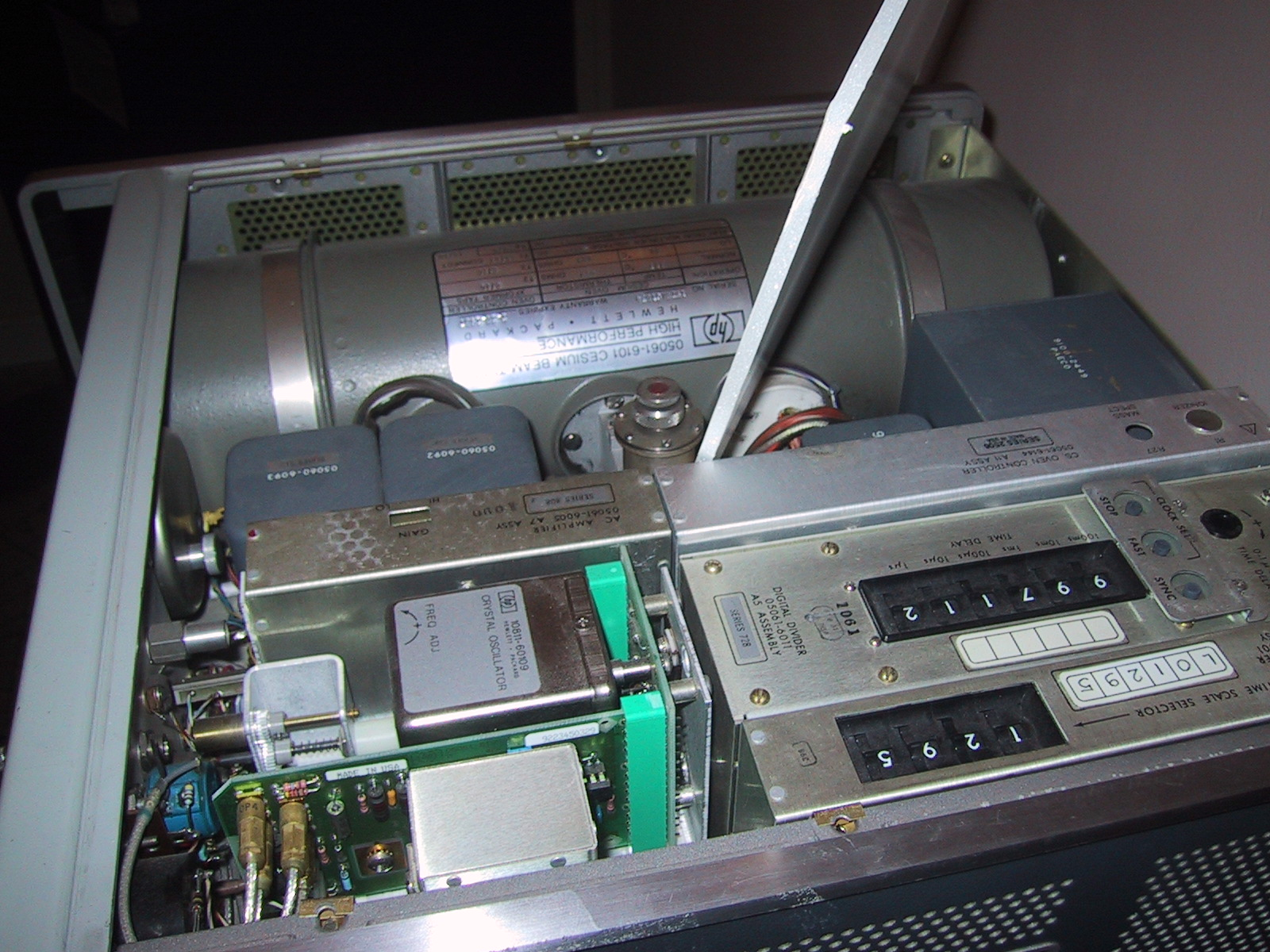
Cesiový frekvenční standard HP 5061A

Dělitel 60 (sekund v minutě, resp. minut v hodině) pochází od Babyloňanů, kteří používali šedesátkovou číselnou soustavu. Babyloňané však svůj čas na šedesátiny nedělili (s výjimkou dne). Hodina byla definována starověkými Egypťany jako dvanáctina trvání dne nebo noci (kvůli kolísání délky dne v závislosti na ročním období). Helénští astronomové včetně Hipparcha a Ptolemaia definovali hodinu jako čtyřiadvacetinu středního slunečního dne. Dvojím šedesátinným dělením této hodiny tak vznikla definice sekundy jako 1/86 400 středního slunečního dne. Helénské časové periody jako např. synodický měsíc byly obvykle stanoveny velmi přesně, neboť byly vypočítány z pečlivě vybraných zatmění, mezi kterými uběhly stovky let – samostatně se průměrné synodické měsíce a podobné časové periody nedají změřit. Nicméně, s vývojem hodinového kyvadla pro měření průměrného času (v protikladu k zdánlivému času zobrazovaném slunečními hodinami), se sekunda stala měřitelnou. Londýnská královská společnost navrhla používat sekundové kyvadlo jako jednotku délky již roku 1660.
Roku 1938 předložili Adolf Scheibe a Udo Adelsberger u Physikalisch-Technische Bundesanstaltu důkaz, který byl proveden roku 1934 a po očištění od všech pochybností roku 1935 zveřejněn, toho, že rychlost rotace Země není stálá (kvůli zpomalování slapovými silami a některým nepravidelným změnám způsobeným prouděním magmatu mezi pláštěm a zemským jádrem, dlouhodobě též vzdalováním Měsíce od Země). Astronomická délka dne není tedy již dost dobrým základem časových norem. Kvůli zpomalování zemské rotace se tak sluneční den oproti dennímu času posouvá. Ke kompenzaci byly zavedeny přestupné sekundy, aby byl běžně užívaný čas dostatečně přesný a přitom se nelišil od pohybu Slunce po obloze.
V roce 1956 byla sekunda definována na základě doby oběhu Země okolo Slunce pro konkrétní ekvinokcium, protože v té době se už zemská rotace kolem vlastní osy nepovažovala za dostatečně rovnoměrnou, aby mohla být základem pro měření času. Pohyb Země byl popsán v Newcombových slunečních tabulkách, které obsahují vzorec popisující pohyb Slunce k ekvinokciu 1900.0 na základě astronomických pozorování provedených mezi roky 1750 a 1892. Sekunda tak byla definována jako
1 / 31 556 925,9747 tropického roku pro 12 hodin 0. ledna 1900 efemeridového času.
Tato definice byla ratifikována na 11. generální konferenci pro míry a váhy, konané roku 1960. Tropický rok v definici nebyl změřen, ale byl vypočítán na základě vzorce popisujícího tropický rok, jehož délka se v čase lineárně zkracuje, což je důvod podivného odkazu na specifický okamžitý tropický rok v definici. Protože tato sekunda byla závislá na čase ve slunečních a měsíčních efemeridách během většiny 20. století (Newcombovy tabulky Slunce byly používány v letech 1900 až 1983 a Brownovy tabulky Měsíce byly používány mezi 1920 až 1983), byla nazvána efemeridová sekunda.
S vývojem atomových hodin bylo rozhodnuto, že jejich užití bude vhodnějším základem definice sekundy než doba oběhu Země kolem Slunce.
Následujících několik let pracovali Louis Essen z anglické National Physical Laboratory a William Markowitz z United States Naval Observatory (USNO) na určení vztahu mezi frekvencí přechodů velmi jemné struktury atomu cesia a efemeridové sekundy.
Použitím měřicí metody společného pozorování („common-view“) založené na přijatých signálech z rozhlasové stanice WWV určili oběžný pohyb Měsíce okolo Země, ze kterého se dal odvodit zdánlivý pohyb Slunce v časových intervalech odměřených atomovými hodinami. Roku 1967 pak bylo výsledkem přijetí definice tzv. atomové sekundy na 13. generální konferenci pro míry a váhy v Paříži:
doba časového intervalu vymezeného 9 192 631 770 kmity elektromagnetického záření, jež vzniká v atomu základního izotopu cesia 133 při změně jeho energetického stavu mezi hladinami F(3,0) a F(4,0) v nulovém magnetickém poli.
Takto definovaná sekunda je ekvivalentem k efemeridové sekundě.
Definice sekundy byla později roku 1997 vylepšena na setkání BIPM následujícím dodatkem:
Tato definice odkazuje na atom cesia v klidu při teplotě 0 K.
Revidovaná definice obsahuje ideální atomové hodiny zahrnující jediný atom cesia emitující jen jednu frekvenci.
Na 26. zasedání CPGM v r. 2018 byla dohodnuta nejnovější definice sekundy platná od 20. května 2019. Je obsahově stejná, liší se jen stylisticky hlavně tím, že je součástí společné definice všech základních jednotek SI:

Mezinárodní soustava jednotek, SI, je soustava jednotek, v níž
1. frekvence hyperjemného přechodu z neporušené základní hladiny v atomu césia 133Cs je přesně 9 192 631 770 Hz;
2. rychlost světla ve vakuu ...

a poté následuje převod užitých jednotek na jednotky základní: Hz = s−1, ... .

## Další jednotky
Podrobnější informace naleznete v článku Čas, oddílu Jednotky.

### Juliánský rok
Juliánský rok je podle IAU definován jako 365,25 dne, což se rovná 31 557 600 s

### Den
Den (značka d) obsahuje 24 hodiny: 1 d = 86 400 s (podle IAU)

### Hodina
Hodina (značka h) je šedesát minut: 1 h = 3 600 s

### Minuta
Minuta (značka min) je šedesát sekund: 1 min = 60 s

### Milisekunda
Milisekunda (značka ms) je tisícina sekundy, 1 s = 1 000 ms.

### Mikrosekunda
Mikrosekunda (značka μs) je miliontina sekundy, 1 s = 1 000 000 μs.

### Nanosekunda
Nanosekunda (značka ns) je miliardtina sekundy, 1 s = 109 ns.

### Pikosekunda
Pikosekunda (značka ps) je biliontina sekundy, 1 s = 1012 ps.

### Femtosekunda
Femtosekunda (značka fs) je tisícina biliontiny sekundy, 1 s = 1015 fs.

### Attosekunda
Attosekunda (značka as) je miliontina biliontiny sekundy, 1 s = 1018 as.